# The Earls
The Earls, spesso accreditato come Larry Chance and the Earls, è un gruppo musicale italo-americano formatosi nel Bronx, New York, formatosi nei primi anni '60, anche se le loro radici possono essere fatte risalire al 1957 in un gruppo chiamato High-Hatters.
The Earls erano uno dei gruppi doo-wop bianchi di successo nei primi anni '60, specialmente nella loro città natale di New York. Nel 1962 divennero famosi per il singolo Remember Then, considerato un punto fermo della musica doo-wop. Più tardi hanno avuto un discreto successo con canzoni come Life Is But a Dream, Never e I Believe. Negli anni '70 e '80 iniziò una scena di revival oldies e gli Earls divennero uno dei gruppi popolari più richiesti nel genere doo-wop. Il gruppo continua ancora oggi ad esibirsi.
Tra le altre registrazioni: Looking for My Baby, Kissing e gli album Remember Me Baby, The Earls: Today, The Earls - Live e Earl Change and Streets of the Bronx.
Dall'esordio del gruppo, il cantante e leader Larry Chance è l'unico rimasto dei membri originali.